# Хендерсон, Мартин
Ма́ртин Хе́ндерсон (англ. Martin Henderson; род. 8 октября 1974, Окленд, Новая Зеландия) — американский актёр новозеландского происхождения.

## Биография
Хендерсон родился в Окленде (Новая Зеландия) и начал сниматься в возрасте 13 лет. Дебютом на экране стала роль в местной телевизионной постановке «Незнакомцы». Он посещал начальную школу Биркенхеда, среднюю школу Норткот и среднюю школу Уэстлейк для мальчиков. В 17 лет отказался от учебы в университете в пользу карьеры актёра.
С 1992 по 1995 год Хендерсон снимался в роли Стюарта Нилсона в сериале «Шортланд-стрит». Впоследствии он снялся в ряде австралийских фильмов и телевизионных постановок, включая «Эхо Пойнт» и «Дома и в пути», прежде чем в 1997 году переехать в США, чтобы продолжить карьеру в голливудских фильмах и пройти двухгодичную стажировку в театре Neighborhood Playhouse в Нью-Йорке.
В 1999 году он появился в фильме «Удар», за который в 2000 году был номинирован на премию AACTA за лучшую мужскую роль второго плана. После более чем годичного безуспешного прослушивания на роли в кино в Лос-Анджелесе, в 2001 году он получил роль второго плана в военном фильме «Говорящие с ветром». В 2002 году Хендерсон снялся в фильме ужасов «Звонок». После кассового успеха фильма он получил роль Дрю в фильме «Идеальные противоположности», а затем главного героя в байкерском фильме «Крутящий момент», вышедшем на экраны в начале 2004 года. Позже в том же году он снялся вместе с Айшварией Рай в британском романтическом фильме «Невеста и предрассудки» и в музыкальном клипе Бритни Спирс «Toxic». В 2005 году он появился в отмеченном наградами фильме «Маленькая рыбка» с Кейт Бланшетт в главной роли. В 2006 году Хендерсон получил восторженные отзывы в лондонском Вест-Энде в театральной постановке «Поглупевший от любви» с Джульеттой Льюис.
Он должен был сняться вместе с Джорданой Брюстер в телесериале, адаптированном по мотивам фильма «Мистер и миссис Смит». Однако ни один канал не заинтересовался сериалом. В 2006 году он снялся в фильме «Летуны». Он также снялся в рекламе Cadillac CTS 2008 года выпуска и в сериале «Доктор Хаус». В 2010 году Хендерсон получил роль в мини-сериале «Без координат». В 2014 году он снялся в австралийском драматическом телесериале «Секреты и ложь» и в драматическом сериале SundanceTV «Красная дорога».
В 2015 году Хендерсон появился в фильме «Эверест» вместе с Джейком Джилленхолом. В июне того же года Deadline сообщил, что он присоединится к касту сериала «Анатомия страсти», начиная с ноября, в качестве возлюбленного Мередит Грей. С 2019 года Хендерсон снимается в сериале Netflix «Виргин Ривер» в роли Джека Шеридана, бывшего морского пехотинца с посттравматическим стрессовым расстройством. Сериал был продлен Netflix на четвертый и пятый сезоны в 2021 году. В 2022 году он сыграл роль Уэйна Гилроя в фильме ужасов «X»..

## Личная жизнь
В 1990-х имел отношения с моделью Никки Уотсон и актрисой Марнетт Пэттерсон. С 2005 по 2006 Хендерсон находился в отношениях с актрисой Радой Митчелл. В 2012 у него был короткий роман с актрисой Деми Мур. В 2017 встречался с продюсером, Хелен Рандаг. С 2020 состоит в отношениях с моделью, Аишей Мендес.

## Номинации и награды
- 2000 — номинация на премию «AFI» в категории «Лучший актёр второго плана» («Всегда готов»).
- 2005 — номинация на премию «AFI» в категории «Лучший актёр второго плана» («Маленькая рыбка»).
- 2005 — номинация на премию «Film Critics Circle of Australia Awards» в категории «Лучший актёр второго плана» («Маленькая рыбка»).
- 2009 — номинация на премию «AFI» в категории «Лучший актёр» («Доктор Хаус»).

## Фильмография
| Год       |    | Русское название             | Оригинальное название        | Роль                |
| --------- | -- | ---------------------------- | ---------------------------- | ------------------- |
| 1989      | с  |                              | Strangers                    | Зейн                |
| 1990      | тф | Пираты южных морей           | Raider of the South Seas     | Джек Тейлор         |
| 1990      | с  |                              | Betty's Bunch                | парень              |
| 1992—1995 | с  | Шортленд-Стрит               | Shortland Street             | Стюарт Нельсон      |
| 1995      | с  | Эко-Пойнт                    | Echo point                   | Закари Бреннан      |
| 1996      | с  | Дома и в пути                | Home and Away                | Джефф Томас         |
| 1996      | с  | Пот                          | Sweat                        | Том Нэш             |
| 1997—1999 | с  | Большое небо                 | Big Sky                      | Скотти Гиббс        |
| 1999      | ф  | Всегда готов                 | Kick                         | Том Брэдшоу         |
| 2002      | ф  | Говорящие с ветром           | Windtalkers                  | рядовой Нелли       |
| 2002      | ф  | Звонок                       | The Ring                     | Ноа Клэй            |
| 2003      | ф  | Сладкие сны                  | Skagerrak                    | Йен/Кен             |
| 2004      | ф  | Крутящий момент              | Torque                       | Кэри Форд           |
| 2004      | ф  | Абсолютные противоположности | Perfect Opposites            | Дрю Кёртис          |
| 2004      | ф  | Невеста и предрассудки       | Bride and Prejudice          | Уильям Дарси        |
| 2005      | ф  | Маленькая рыбка              | Little Fish                  | Рэй                 |
| 2015—2017 | с  | Анатомия страсти             | Grey’s Anatomy               | доктор Нейтан Риггс |
| 2006      | ф  | Эскадрилья «Лафайет»         | Flyboys                      | Ридли Кэссиди       |
| 2006      | ф  | Козырные тузы                | Smokin' Aces                 | Холлис Элмор        |
| 2007      | ф  | Битва в Сиэтле               | Battle in Seattle            | Джэй                |
| 2009      | с  | Доктор Хаус                  | House M.D.                   | Джефф (1 эпизод)    |
| 2009      | ф  |                              | Cedar Boys                   | Мэттью              |
| 2010      | ф  |                              | Home by Christmas            | молодой Эд          |
| 2011      | тф |                              | Reconstruction               | Джейсон             |
| 2011      | с  | Без координат                | Off the Map                  | Бен Китон           |
| 2012      | с  | Рейк                         | Rake                         | Джошуа Флойд        |
| 2013—2014 | с  |                              | Auckland Daze                | Мартин              |
| 2013      | ф  | Узел дьявола                 | Devil's Knot                 | Брент Дэвис         |
| 2014      | с  | Секреты и ложь               | Secrets & Lies               | Бен Гунделах        |
| 2014      | с  | Красный путь                 | The Red Road                 | Гарольд Йенсен      |
| 2015      | ф  | Эверест                      | Everest                      | Энди Харрис         |
| 2016      | ф  | Чудеса с небес               | Miracles from Heaven         | Кевин / Kevin Beam  |
| 2018      | ф  | Незнакомцы: Жестокие игры    | The Strangers: Prey at Night | Майк                |
| 2019      | с  | Виргин Ривер                 | Virgin River                 | Джек Шеридан        |
| 2020      | с  | Сумерки                      | The Gloaming                 | Гаррет МакЭвани     |
| 2022      | ф  | X                            | X                            | Уэйн Гилрой         |